# Czapka

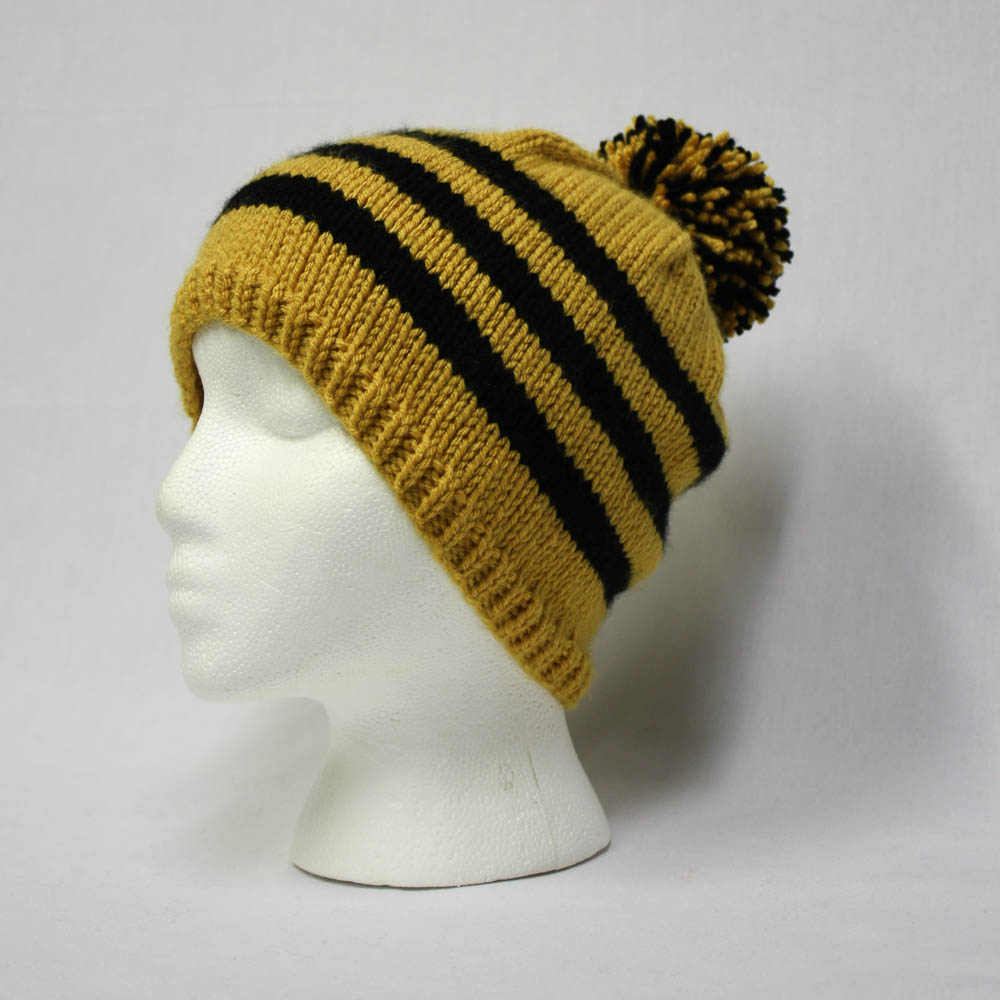
Czapka zimowa z pomponem

Czapka – nakrycie głowy, wykonane przeważnie z miękkiego materiału (niekiedy z twardymi wstawkami jak denko lub daszek), którego głównym zadaniem jest ochrona głowy przed niekorzystnymi warunkami atmosferycznymi: zimnem, gorącem, deszczem, śniegiem, wiatrem, promieniami słonecznymi itp.
Na kształt, fason i kolor czapki istotny wpływ ma moda panująca w danym czasie i miejscu. Niektóre rodzaje czapek noszone są ze względów religijnych (np. piuska, jarmułka), inne jedynie przy okazjach ceremonialnych (np. infuła). Czapki wojskowe i służb mundurowych mają ściśle określony krój i kolor i mogą być noszone tylko przez uprawnionych przedstawicieli tych służb (przy tym wyróżnia się czapki galowe, używane tylko w przypadku uroczystości i ceremonii, oraz czapki polowe – noszone na co dzień i podczas ćwiczeń).
W Polsce cechy czapnicze istniały od XIV wieku.

## Przykłady

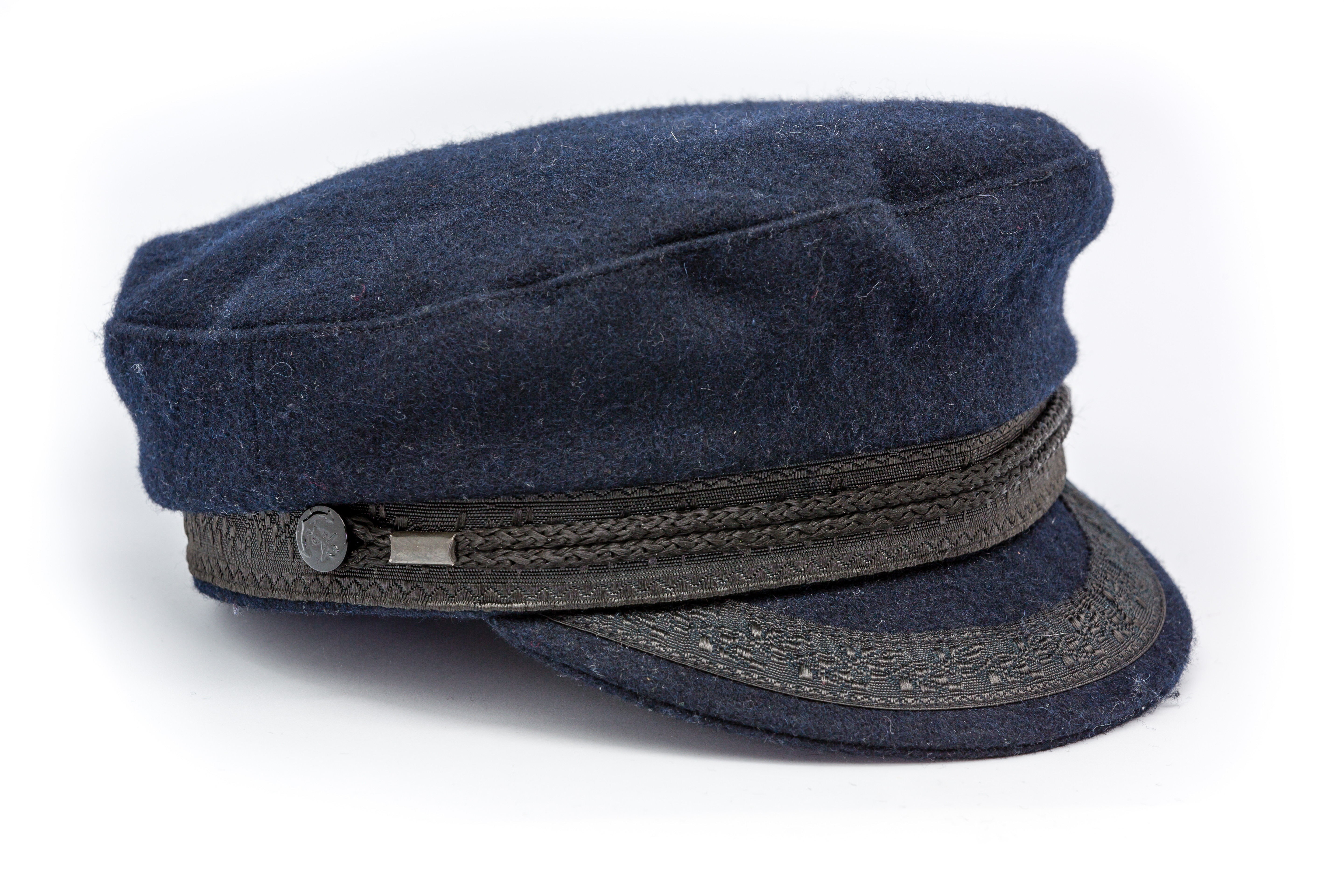
Czapka marynarska (czapka szypra)

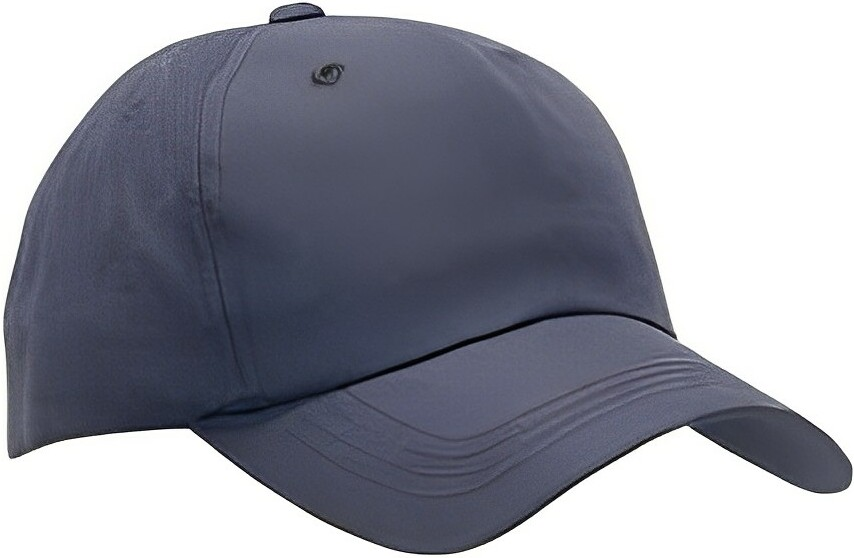
Bejsbolówka

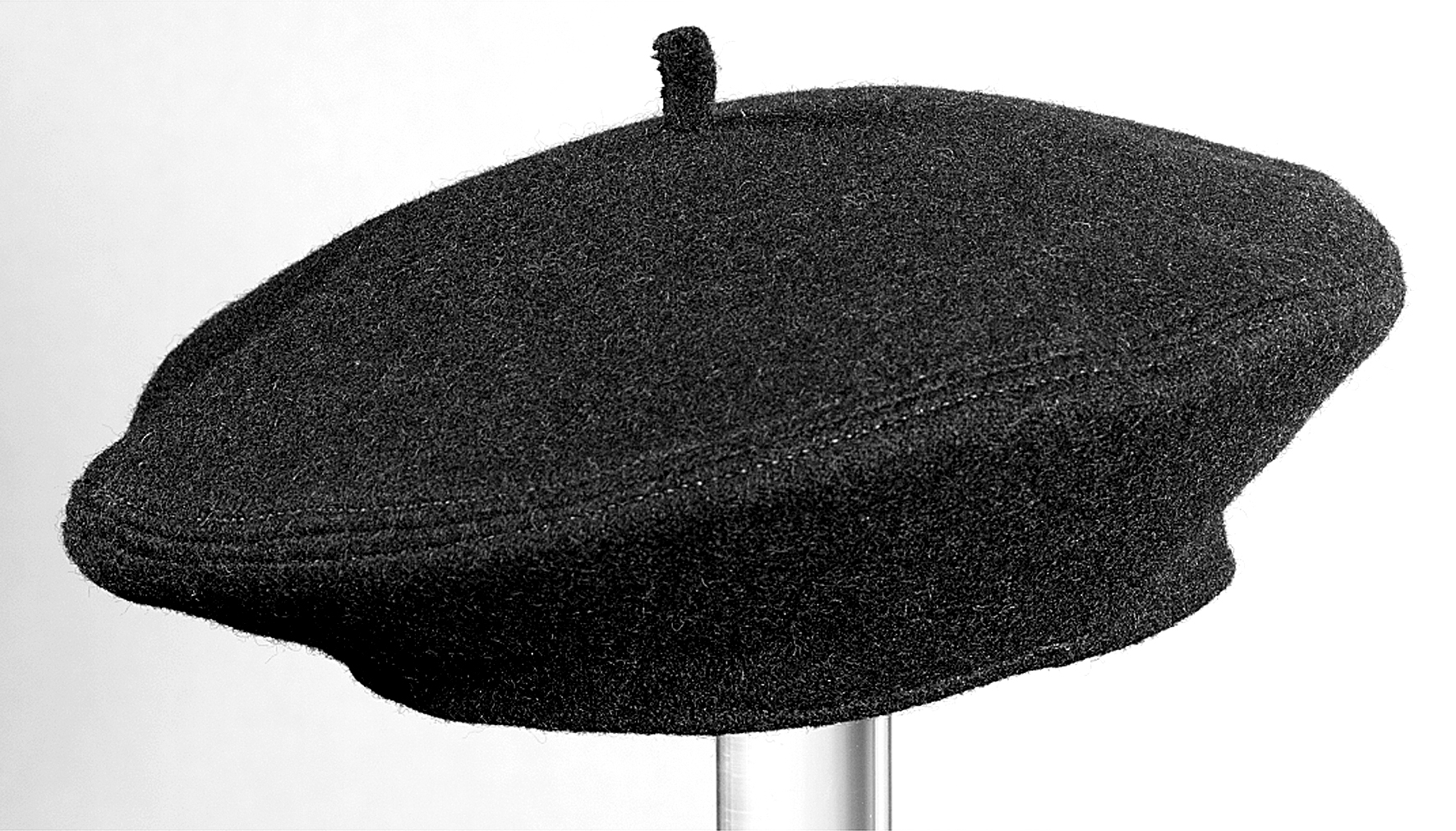
Beret

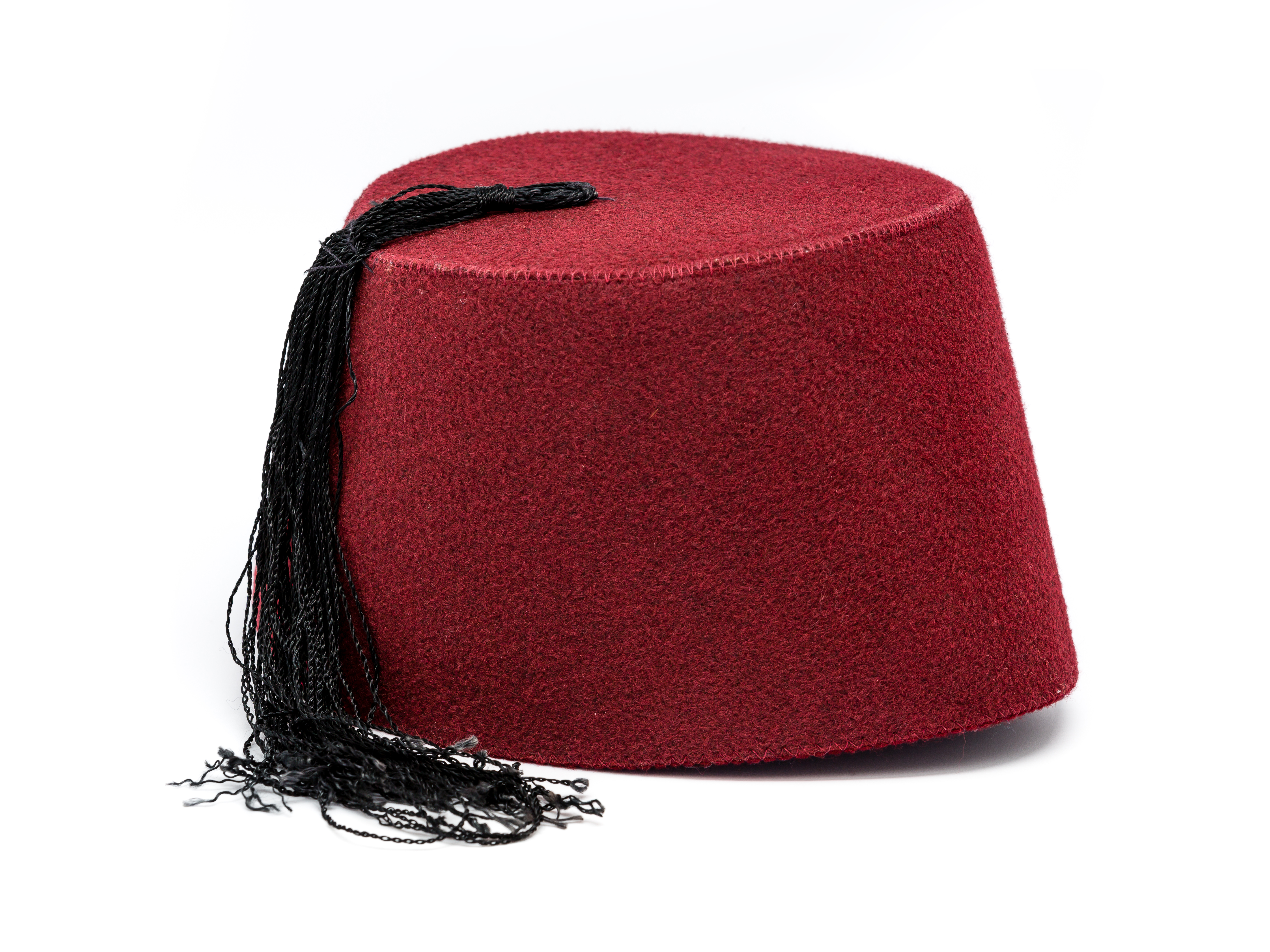
Fez

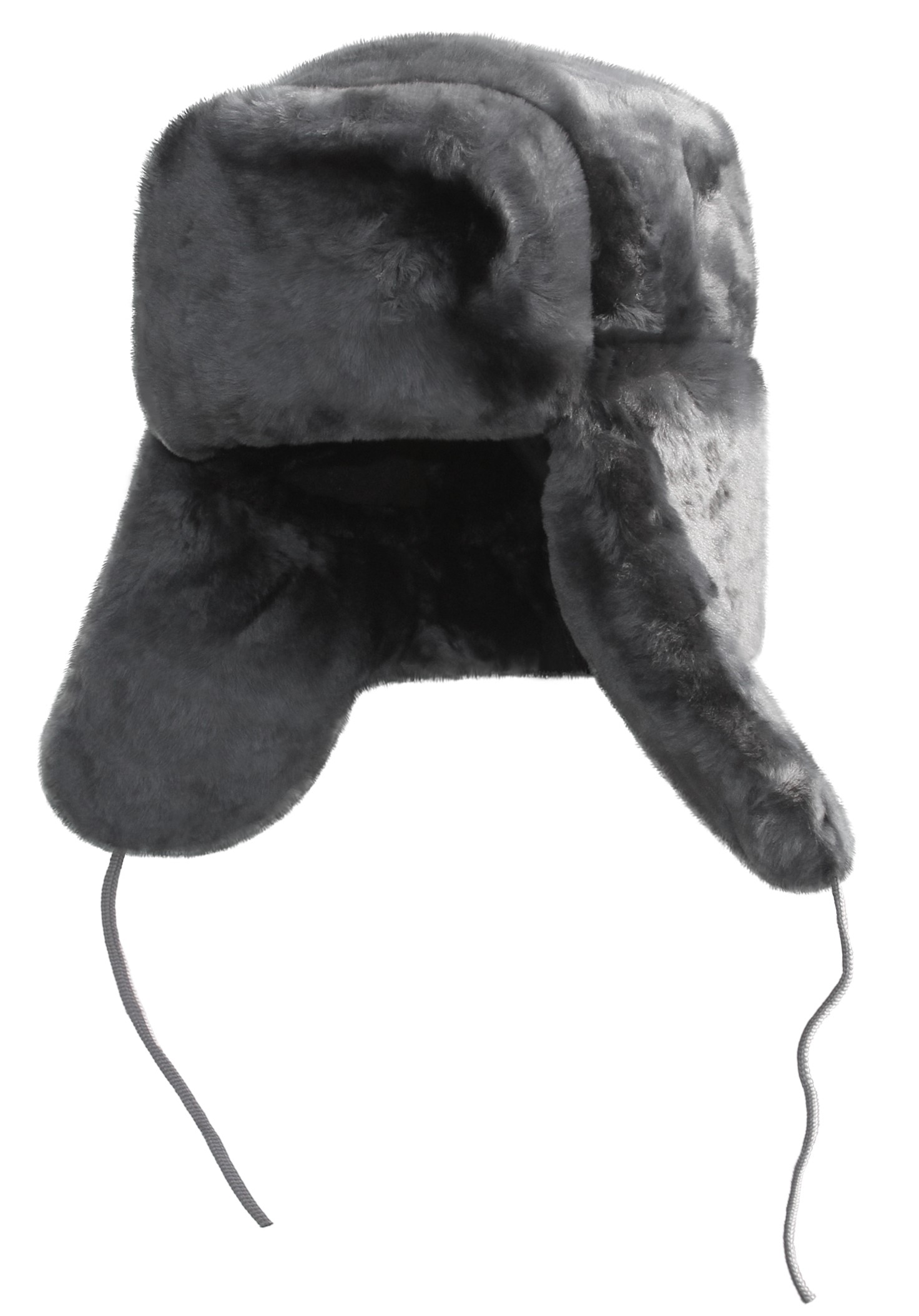
Uszanka

W przeglądzie historycznym wyróżnić można następujące rodzaje i typy czapek:
- baranica
- batorówka
- bejsbolówka
- bermyca
- biret
- budionnówka
- budyniówka (czapka kucharska)
- bustina
- camauro
- chaperon
- chullo (czapka peruwiańska)
- coroza (caroja)
- cyklistówka
- czako
- czapka błazeńska
- czapka frygijska
- czapka garnizonowa
- czapka marynarska
- czapka polowa
- czapka studencka (akademicka)
- czapka uczniowska (gimnazjalna)
- czapka Monomacha
- deerstalker (zwana też czapką Sherlocka Holmesa)
- degolówka
- dekiel (rondel)
- desperatka
- dokerka
- dżokejka
- fez
- furażerka
- giwer
- glengarry
- hauba lotnicza (pilotka)
- jarmułka (kipa)
- jołom
- kapuza
- kaszkiet
- kepi
- kofia (kufi)
- kokosznik
- kołpak
- kominiarka
- krymka
- leninówka
- magierka
- maciejówka
- mazepinka
- mirliton
- infuła
- oprychówka
- pakol
- papacha
- piuska (kalotka, zucchetto)
- rogatywka
- szlafmyca
- sztrajmł (lisiurka)
- toczek
- uszanka

## Inne znaczenia
Nazwą „czapka” (lub „czapa”) określa się także grubszą pokrywę (np. lodową lub śniegową) okrywającą jakieś przestrzenie, rzeczy lub przedmioty.
W teorii organizacji termin „czapka” (bądź „czapa”) może także oznaczać jakieś władze nadrzędne (zwykle w odcieniu pejoratywnym).